# فيليب إل. كول
فيليب إل. كول (بالإنجليزية: Philip L. Kohl)‏ هو عالم إنسان أمريكي، ولد في 1946.